# Agama etoshae
Agama etoshae är en ödleart som beskrevs av  Robert McLachlan 1981.
Agama etoshae ingår i släktet Agama och familjen agamer. Inga underarter finns listade i Catalogue of Life.